# Naruhito
Naruhito (jap. 徳仁; ur. 23 lutego 1960 w Tokio) – 126. cesarz Japonii od 1 maja 2019, książę w latach 1989–2019 jako następca tronu (kōtaishi) Japonii.

## Sukcesja tronu
8 sierpnia 2016 cesarz Akihito wygłosił orędzie do narodu, wyrażając w nim swoją wolę abdykacji ze względu na zły stan zdrowia i podeszły wiek. Doszło do niej 30 kwietnia 2019 po uzgodnieniach pomiędzy: Dworem Cesarskim, Agencją Dworu Cesarskiego i rządem. Następnego dnia odbyła się pierwsza z głównych ceremonii, w długim procesie intronizacji, polegająca na przekazaniu regaliów cesarskich jego starszemu synowi, księciu Naruhito, który tym samym został kolejnym, 126. cesarzem Japonii, rozpoczynając przy tym erę Reiwa.
22 października 2019 cesarz Naruhito formalnie ogłosił swoją intronizację oraz przyjął gratulacje od przedstawicieli narodu japońskiego i licznych gości zagranicznych. Główna ceremonia intronizacji o nazwie „Sokuirei-Seiden-no-gi” odbyła się w sali Seiden-Matsu-no-Ma w Pałacu Cesarskim w Tokio.  
W Japonii, gdy mówi się o cesarzu, nie używa się jego imienia, ale tytułu „Jego Cesarska Mość” (jap. 天皇陛下 Tennō Heika).

## Życiorys
Urodził się jako najstarszy syn księcia Akihito, następcy tronu, oraz księżnej Michiko. W 1989 roku jego ojciec objął tron po śmierci swego ojca cesarza Hirohito, a Naruhito został następcą tronu.
Jest magistrem historii (1988). Pisał artykuły naukowe, jest autorem książki: The Thames and I: A Memoir of Two Years at Oxford. Jest znany z działalności dobroczynnej.
W 1993 roku ożenił się z dyplomatką Masako Owadą, ma z nią jedną córkę – Aiko (ur. 2001). Narodziny dziewczynki były wielkim zawodem dla oczekujących na narodziny chłopca, pierwszego w rodzinie cesarskiej od kilkudziesięciu lat. Wywołały one dyskusję na temat konieczności zmian w ustawodawstwie, dopuszczających sukcesję w linii żeńskiej. Skończyła się ona w momencie narodzin (6 września 2006) jego bratanka Hisahito.
1 kwietnia 2019 rząd Japonii ogłosił, że era panowania nowego cesarza została nazwana Reiwa („Piękna Harmonia”).

## Odznaczenia
- Order Chryzantemy
- Wielka Złota Odznaka Honorowa na Wstędze za Zasługi dla Republiki Austrii
- Łańcuch Orderu Al-Khalifa (Bahrajn)
- Order Słonia
- Krzyż Wielki Orderu Karola III
- Łańcuch Orderu Zasługi Państwa Katar (Katar)
- Krzyż Wielki Orderu św. Olafa
- Krzyż Wielki Orderu Chrystusa (1993)[6]
- Order Królewski Serafinów
- Krzyż Wielki Orderu Zasługi Republiki Włoskiej (1982)[7]
- Order Zayeda (Zjednoczone Emiraty Arabskie, 1995)
- Wielki Łańcuch Orderu Sikatuny (Filipiny, 2002)
- Order Podwiązki (Wielka Brytania, 2024)[8]

## Galeria

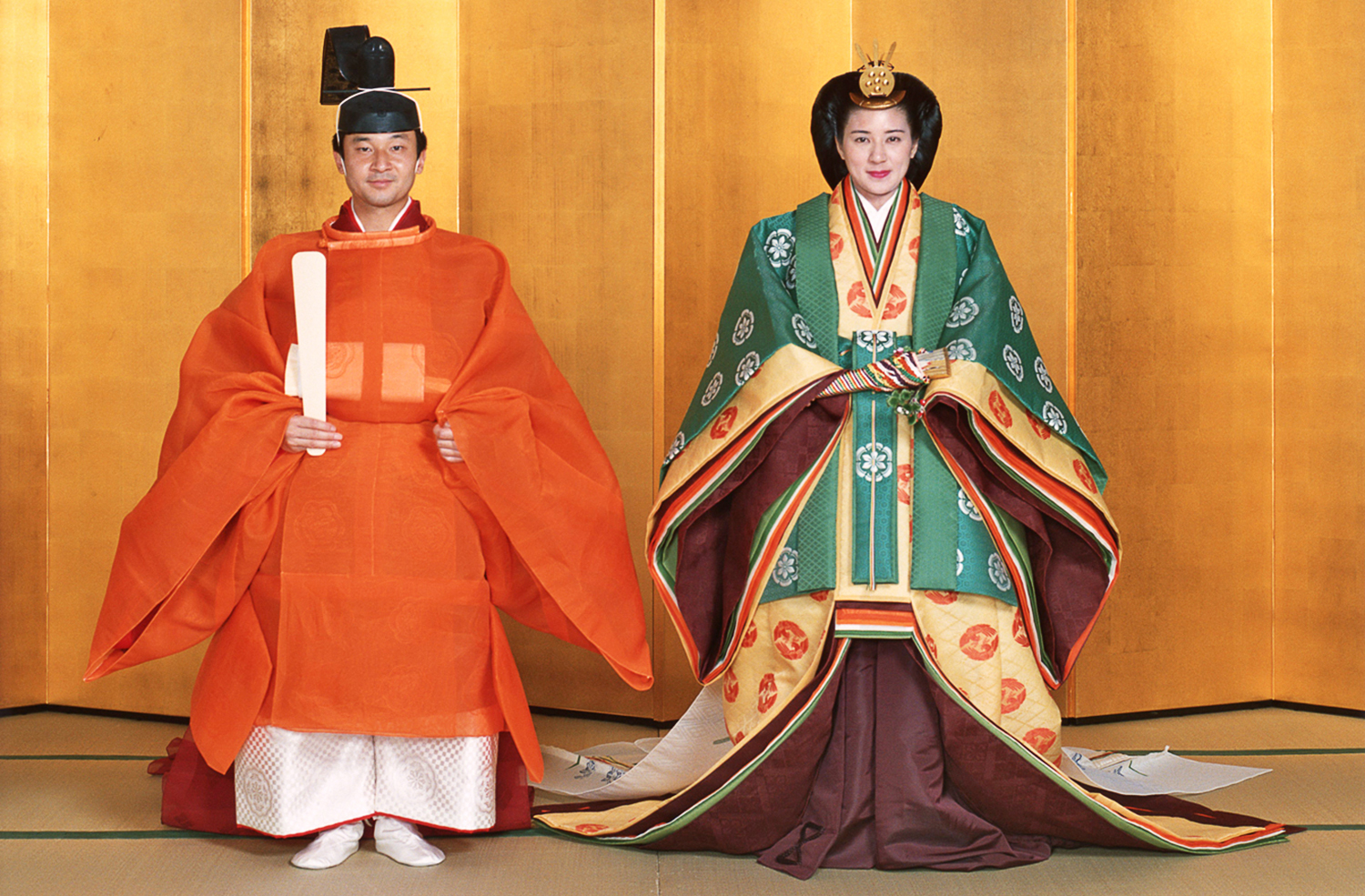
Naruhito i Masako w strojach ślubnych, 9.6.1993
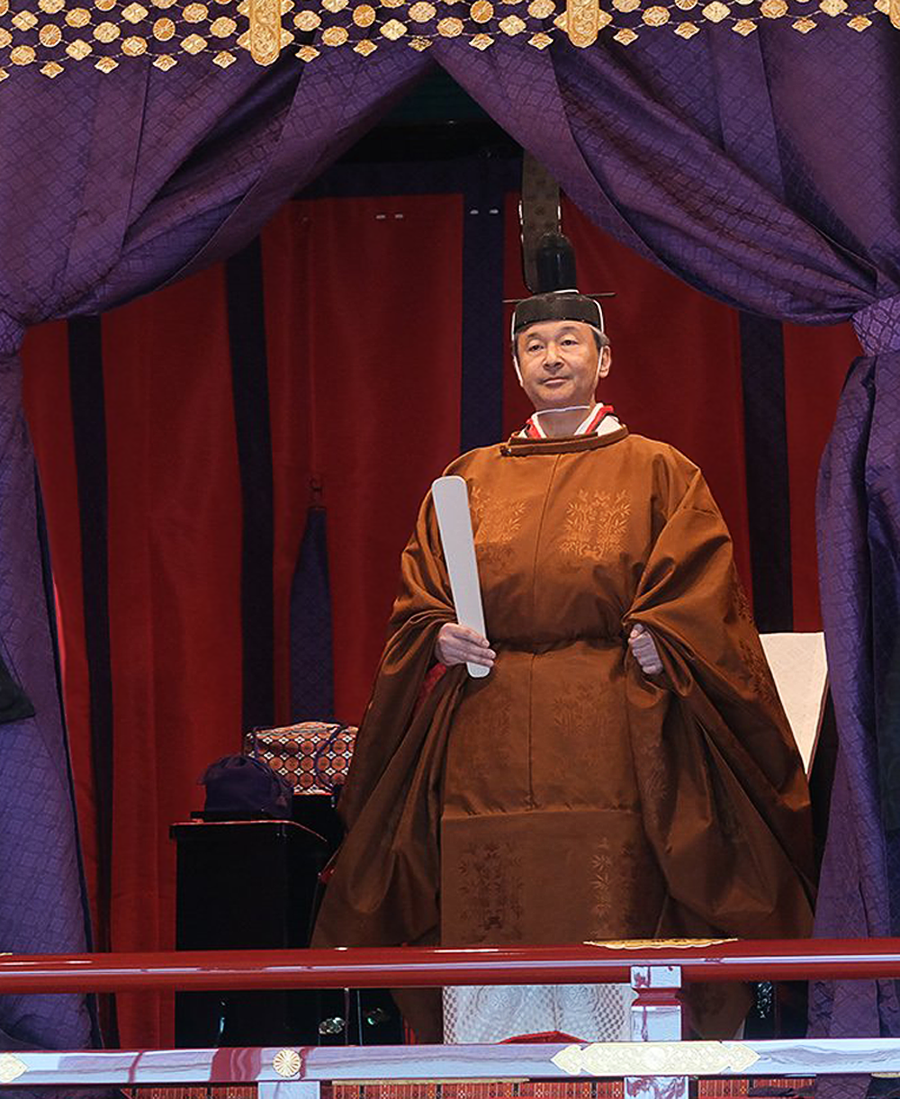
Cesarz Naruhito w trakcie ceremonii intronizacji, 22.10.2019
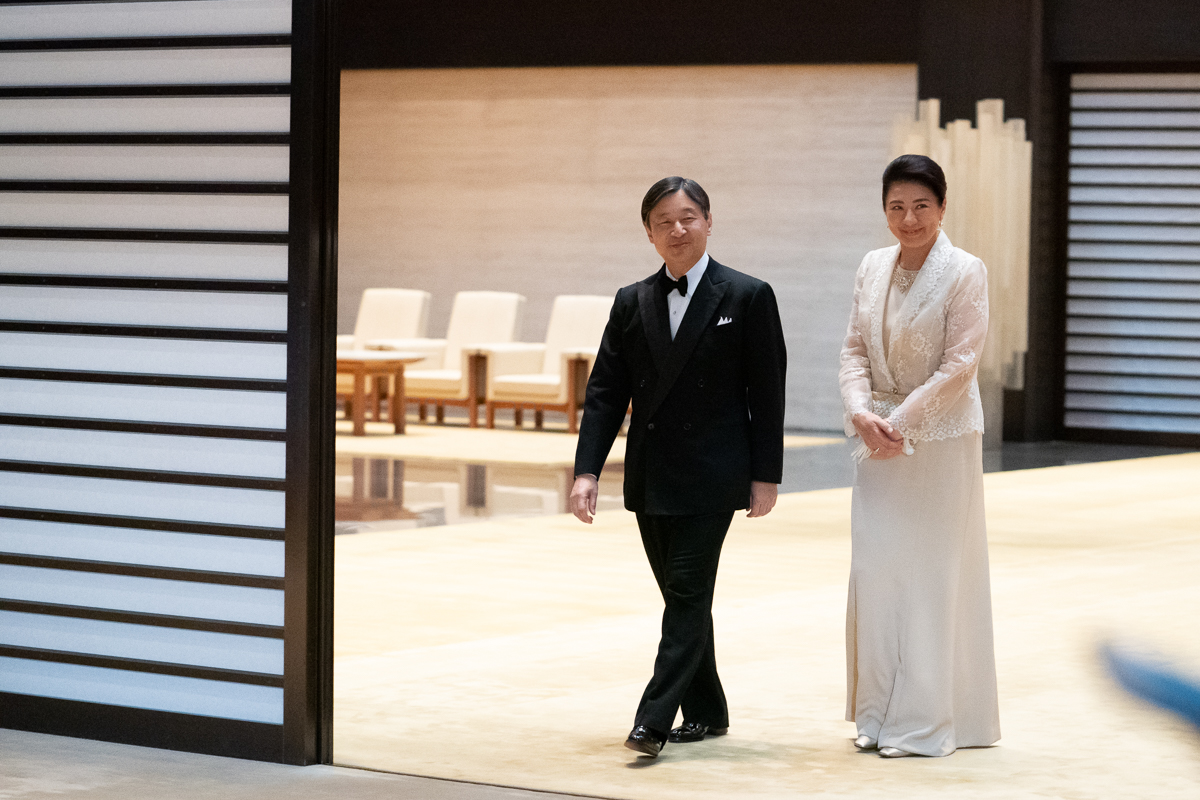
Para cesarska oczekuje na gości (2019)